# Statistiche della Serie A1 di hockey su pista

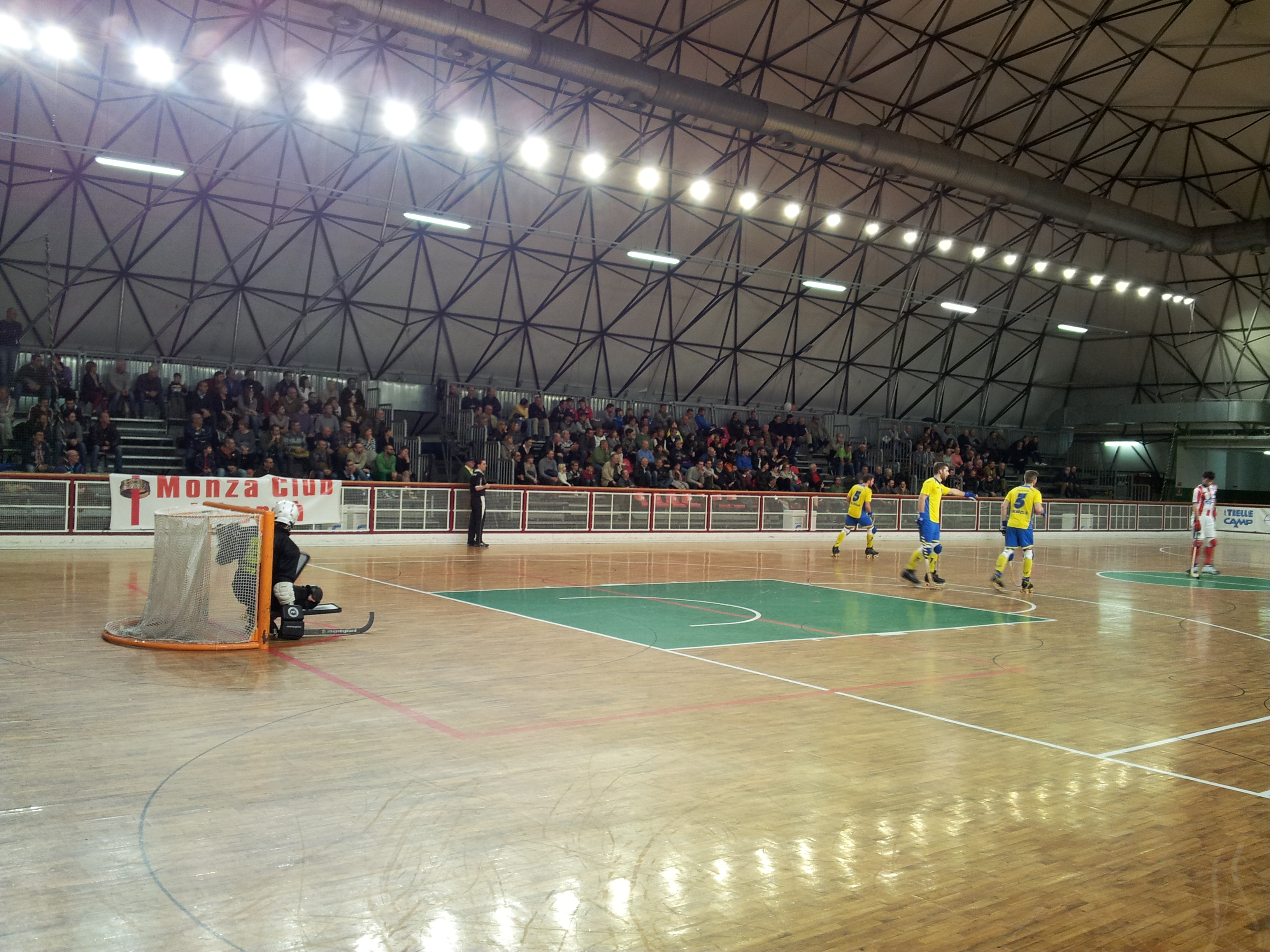
Una fase di gioco di un incontro del massimo campionato italiano di hockey su pista

Questa pagina raccoglie le principali statistiche della Serie A1 di hockey su pista.
Questa lista è suscettibile di variazioni e potrebbe essere incompleta o non aggiornata.

## Statistiche di squadra

### Albo d'oro
Per ogni stagione sportiva sono riportate le seguenti informazioni:
- Vincitore: club campione d'Italia;
- Secondo/Finalista: club secondo classificato in campionato o finalista perdente dei play-off scudetto, dove previsti;
- Nº squadre: numero di club partecipanti al torneo di primo livello;
- Coppa Italia: club vincitore della Coppa Italia;
- Supercoppa: club vincitore della Supercoppa italiana.

Il campionato di primo livello ha assunto nel tempo le seguenti denominazioni:
- dal 1922 al 1927: Campionato italiano;
- dal 1928 al 1942: Divisione Nazionale;
- dal 1945 al 1982-1983: Serie A;
- dal 1983-1984: Serie A1.

I play-off scudetto furono introdotti nella stagione 1982-1983.

#### Campionato italiano (1922-1927)
| Edizione  | Classifica          | Classifica     | Classifica |
| Edizione  | Vincitore           | Secondo        | Nº squadre |
| --------- | ------------------- | -------------- | ---------- |
| 1922 (1ª) | Excelsior Pola (1°) | Triestina      | 4          |
| 1923 (2ª) | Sempione (1°)       | Triestina      | 3          |
| 1924 (3ª) | Sempione (2°)       | Triestina      | 4          |
| 1925 (4ª) | Triestina (1°)      | Monfalcone     | 5          |
| 1926 (5ª) | Triestina (2°)      | Milan          | 3          |
| 1927 (6ª) | Triestina (3°)      | Triestina (3°) | 1          |

#### Divisione Nazionale (1928-1942)
| Edizione   | Classifica                     | Classifica               | Classifica |
| Edizione   | Vincitore                      | Secondo                  | Nº squadre |
| ---------- | ------------------------------ | ------------------------ | ---------- |
| 1928 (7ª)  | Triestina (4°)                 | Triestina (4°)           | 1          |
| 1929 (8ª)  | Triestina (5°)                 | Padova                   | 7          |
| 1930 (9ª)  | Novara (1°)                    | Triestina                | 5          |
| 1931 (10ª) | Novara (2°)                    | Novara (2°)              | 1          |
| 1932 (11ª) | Novara (3°)                    | Milan                    | 9          |
| 1933 (12ª) | Novara (4°)                    | Milan                    | 12         |
| 1934 (13ª) | Novara (5°)                    | Milan                    | 9          |
| 1935 (14ª) | Milan (1°)                     | Pubblico Impiego Trieste | 12         |
| 1936 (15ª) | Novara (6°)                    | Milan                    | 11         |
| 1937 (16ª) | Pubblico Impiego Trieste (6°)  | Monza GRF M.Bianchi      | 9          |
| 1938 (17ª) | Pubblico Impiego Trieste (7°)  | DLF Trieste              | 7          |
| 1939 (18ª) | Pubblico Impiego Trieste (8°)  | DLF Trieste              | 6          |
| 1940 (19ª) | Pubblico Impiego Trieste (9°)  | Borletti                 | 8          |
| 1941 (20ª) | Pubblico Impiego Trieste (10°) | DLF Trieste              | 10         |
| 1942 (21ª) | Pubblico Impiego Trieste (11°) | Bruno Mussolini Roma     | 12         |

#### Serie A (1945-1949)
| Edizione   | Classifica         | Classifica    | Classifica |
| Edizione   | Vincitore          | Secondo       | Nº squadre |
| ---------- | ------------------ | ------------- | ---------- |
| 1945 (22ª) | Triestina (12°)    | Monza         | 10         |
| 1946 (23ª) | Novara (7°)        | Corniglianese | 15         |
| 1947 (24ª) | Novara (8°)        | Edera Trieste | 8          |
| 1948 (25ª) | Edera Trieste (1°) | Triestina     | 11         |
| 1949 (26ª) | Novara (9°)        | Edera Trieste | 13         |

#### Serie A a girone unico (1950-1982)
| Edizione        | Classifica            | Classifica       | Classifica | Coppa Italia     |
| Edizione        | Vincitore             | Secondo          | Nº squadre | Coppa Italia     |
| --------------- | --------------------- | ---------------- | ---------- | ---------------- |
| 1950 (27ª)      | Novara (10°)          | Monza            | 8          |                  |
| 1951 (28ª)      | Monza (1°)            | Triestina        | 8          |                  |
| 1952 (29ª)      | Triestina (13°)       | Monza            | 8          |                  |
| 1953 (30ª)      | Monza (2°)            | Novara           | 8          |                  |
| 1954 (31ª)      | Triestina (14°)       | Monza            | 8          |                  |
| 1955 (32ª)      | Triestina (15°)       | Amatori Modena   | 8          |                  |
| 1956 (33ª)      | Monza (3°)            | Amatori Modena   | 10         |                  |
| 1957 (34ª)      | Amatori Modena (1°)   | Monza            | 10         |                  |
| 1958 (35ª)      | Novara (11°)          | Monza            | 10         |                  |
| 1959 (36ª)      | Novara (12°)          | Monza            | 10         |                  |
| 1960 (37ª)      | Amatori Modena (2°)   | Monza            | 10         |                  |
| 1961 (38ª)      | Monza (4°)            | Amatori Modena   | 10         |                  |
| 1962 (39ª)      | Triestina (16°)       | Amatori Modena   | 10         |                  |
| 1963 (40ª)      | Triestina (17°)       | Candy Monza      | 10         |                  |
| 1964 (41ª)      | Triestina (18°)       | Novara           | 10         |                  |
| 1965 (42ª)      | Monza (5°)            | Novara           | 10         |                  |
| 1966 (43ª)      | Monza (6°)            | Triestina        | 10         | Novara           |
| 1967 (44ª)      | Triestina (19°)       | Novara           | 10         | Novara           |
| 1968 (45ª)      | Monza (7°)            | Novara           | 10         | Laverda Breganze |
| 1969 (46ª)      | Novara (13°)          | Laverda Breganze | 10         | Novara           |
| 1970 (47ª)      | Novara (14°)          | Amatori Modena   | 10         | Novara           |
| 1971 (48ª)      | Novara (15°)          | Triestina        | 12         | Monza            |
| 1972 (49ª)      | Novara (16°)          | Laverda Breganze | 12         | Novara           |
| 1973 (50ª)      | Novara (17°)          | Laverda Breganze | 12         | non disputata    |
| 1974 (51ª)      | Novara (18°)          | Monza            | 12         | Trissino         |
| 1975 (52ª)      | Novara (19°)          | Laverda Breganze | 12         | Laverda Breganze |
| 1976 (53ª)      | Laverda Breganze (1°) | Monza            | 12         | Novara           |
| 1977 (54ª)      | Novara (20°)          | AFP Giovinazzo   | 12         | Follonica        |
| 1978 (55ª)      | Trissino (1°)         | Follonica        | 14         | Amatori Lodi     |
| 1979 (56ª)      | Laverda Breganze (2°) | AFP Giovinazzo   | 14         | non disputata    |
| 1979-1980 (57ª) | AFP Giovinazzo (1°)   | Amatori Lodi     | 14         | Pordenone        |
| 1980-1981 (58ª) | Amatori Lodi (1°)     | Reggiana         | 14         | Bassano          |
| 1981-1982 (59ª) | Reggiana (1°)         | Amatori Vercelli | 14         | Follonica        |

#### Serie A/A1 con play-off scudetto (dal 1982)
| Edizione         | Classifica             | Classifica                  | Classifica | Coppa Italia      | Supercoppa        |
| Edizione         | Vincitore              | Finalista play-off scudetto | Nº squadre | Coppa Italia      | Supercoppa        |
| ---------------- | ---------------------- | --------------------------- | ---------- | ----------------- | ----------------- |
| 1982-1983 (60ª)  | Amatori Vercelli (1°)  | Amatori Lodi                | 14         | Amatori Vercelli  |                   |
| 1983-1984 (61ª)  | Amatori Vercelli (2°)  | Monza                       | 14         | Monza             |                   |
| 1984-1985 (62ª)  | Novara (21°)           | Bassano                     | 14         | Novara            |                   |
| 1985-1986 (63ª)  | Amatori Vercelli (3°)  | Bassano                     | 14         | Novara            |                   |
| 1986-1987 (64ª)  | Novara (22°)           | Amatori Vercelli            | 14         | Novara            |                   |
| 1987-1988 (65ª)  | Novara (23°)           | Roller Monza                | 16         | Novara            |                   |
| 1988-1989 (66ª)  | Roller Monza (1°)      | Monza                       | 16         | Monza             |                   |
| 1989-1990 (67ª)  | Roller Monza (2°)      | Novara                      | 16         | Roller Monza      |                   |
| 1990-1991 (68ª)  | Seregno (1°)           | Roller Monza                | 16         | non disputata     |                   |
| 1991-1992 (69ª)  | Roller Monza (3°)      | Seregno                     | 16         | non disputata     |                   |
| 1992-1993 (70ª)  | Novara (24°)           | Amatori Lodi                | 16         | Novara            |                   |
| 1993-1994 (71ª)  | Novara (25°)           | Bassano                     | 14         | Novara            |                   |
| 1994-1995 (72ª)  | Novara (26°)           | Roller Monza                | 12         | Novara            |                   |
| 1995-1996 (73ª)  | Roller Monza (4°)      | Novara                      | 12         | Novara            |                   |
| 1996-1997 (74ª)  | Novara (27°)           | Amatori Vercelli            | 12         | Novara            |                   |
| 1997-1998 (75ª)  | Novara (28°)           | Amatori Vercelli            | 12         | Novara            |                   |
| 1998-1999 (76ª)  | Novara (29°)           | Amatori Vercelli            | 12         | Novara            |                   |
| 1999-2000 (77ª)  | Novara (30°)           | Primavera Prato             | 12         | Novara            |                   |
| 2000-2001 (78ª)  | Novara (31°)           | Primavera Prato             | 12         | Novara            |                   |
| 2001-2002 (79ª)  | Novara (32°)           | Primavera Prato             | 12         | Novara            |                   |
| 2002-2003 (80ª)  | Primavera Prato (1°)   | Bassano 54                  | 14         | Primavera Prato   |                   |
| 2003-2004 (81ª)  | Bassano 54 (1°)        | Primavera Prato             | 14         | Bassano 54        |                   |
| 2004-2005 (82ª)  | Follonica (1°)         | Bassano 54                  | 14         | Follonica         |                   |
| 2005-2006 (83ª)  | Follonica (2°)         | Bassano 54                  | 14         | Follonica         | Follonica         |
| 2006-2007 (84ª)  | Follonica (3°)         | CGC Viareggio               | 14         | Follonica         | Follonica         |
| 2007-2008 (85ª)  | Follonica (4°)         | CGC Viareggio               | 14         | Follonica         | Bassano 54        |
| 2008-2009 (86ª)  | Bassano 54 (2°)        | Follonica                   | 14         | Follonica         | Follonica         |
| 2009-2010 (87ª)  | Marzotto Valdagno (1°) | Follonica                   | 14         | Follonica         | Bassano 54        |
| 2010-2011 (88ª)  | CGC Viareggio (1°)     | Marzotto Valdagno           | 14         | CGC Viareggio     | Marzotto Valdagno |
| 2011-2012 (89ª)  | Marzotto Valdagno (2°) | CGC Viareggio               | 14         | Amatori Lodi      | Marzotto Valdagno |
| 2012-2013 (90ª)  | Marzotto Valdagno (3º) | CGC Viareggio               | 14         | Marzotto Valdagno | Marzotto Valdagno |
| 2013-2014 (91ª)  | Forte dei Marmi (1º)   | Valdagno 1938               | 14         | Valdagno 1938     | CGC Viareggio     |
| 2014-2015 (92ª)  | Forte dei Marmi (2º)   | CGC Viareggio               | 14         | Breganze          | Forte dei Marmi   |
| 2015-2016 (93ª)  | Forte dei Marmi (3º)   | Amatori Lodi                | 14         | Amatori Lodi      | Breganze          |
| 2016-2017 (94ª)  | Amatori Lodi (2º)      | Forte dei Marmi             | 14         | Forte dei Marmi   | Amatori Lodi      |
| 2017-2018 (95ª)  | Amatori Lodi (3º)      | Forte dei Marmi             | 14         | Follonica         | Forte dei Marmi   |
| 2018-2019 (96ª)  | Forte dei Marmi (4º)   | CGC Viareggio               | 14         | Breganze          | Amatori Lodi      |
| 2019-2020 (97ª)  | titolo non assegnato   | titolo non assegnato        | 14         | non disputata     | Forte dei Marmi   |
| 2020-2021 (98ª)  | Amatori Lodi (4º)      | Forte dei Marmi             | 14         | Amatori Lodi      | non disputata     |
| 2021-2022 (99ª)  | Trissino (2º)          | Amatori Lodi                | 14         | Sarzana           | Forte dei Marmi   |
| 2022-2023 (100ª) | Trissino (3º)          | Forte dei Marmi             | 14         | Trissino          | Trissino          |
| 2023-2024 (101ª) | Forte dei Marmi (5º)   | Trissino                    | 14         | Forte dei Marmi   | Trissino          |
| 2024-2025 (102ª) | Trissino (4°)          | Amatori Lodi                | 14         | Trissino          | Follonica         |

### Titoli e secondi posti per squadra
| Squadra              | Titoli | Secondi posti | Anni titolo | Anni 2º posto / finale play-off scudetto                                          |
| -------------------- | ------ | ------------- | --- | --------------------------------------------------------------------------------- |
| Novara               | 32     | 7             | 1930, 1931, 1932, 1933, 1934, 1936, 1946, 1947, 1949, 1950 1958, 1959, 1969, 1970, 1971, 1972, 1973, 1974, 1975, 1977 1985, 1987, 1988, 1993, 1994, 1995, 1997, 1998, 1999, 2000 2001, 2002 | 1953, 1964, 1965, 1967, 1968, 1990, 1996                                          |
| Triestina            | 19     | 9             | 1925, 1926, 1927, 1928, 1929, 1937, 1938, 1939, 1940, 1941 1942, 1945, 1952, 1954, 1955, 1962, 1963, 1964, 1967                                                                             | 1922, 1923, 1924, 1930, 1935, 1948, 1951, 1966, 1971                              |
| Monza                | 7      | 14            | 1951, 1953, 1956, 1961, 1965, 1966, 1968 | 1937, 1945, 1950, 1952, 1954, 1957, 1958, 1959, 1960, 1963 1974, 1976, 1984, 1989 |
| Forte dei Marmi      | 5      | 4             | 2014, 2015, 2016, 2019, 2024 | 2017, 2018, 2021, 2023                                                            |
| Amatori Lodi         | 4      | 6             | 1981, 2017, 2018, 2021 | 1980, 1983, 1993, 2016, 2022, 2025                                                |
| Roller Monza         | 4      | 3             | 1989, 1990, 1992, 1996 | 1988, 1991, 1995                                                                  |
| Follonica            | 4      | 3             | 2005, 2006, 2007, 2008 | 1978, 2009, 2010                                                                  |
| Trissino             | 4      | 1             | 1978, 2022, 2023, 2025 | 2024                                                                              |
| Amatori Vercelli     | 3      | 5             | 1983, 1984, 1986 | 1982, 1987, 1997, 1998, 1999                                                      |
| Valdagno 1938        | 3      | 2             | 2010, 2012, 2013 | 2011, 2014                                                                        |
| Bassano 54           | 2      | 6             | 2004, 2009 | 1985, 1986, 1994, 2003, 2005, 2006                                                |
| Amatori Modena       | 2      | 5             | 1957, 1960 | 1955, 1956, 1961, 1962, 1970                                                      |
| Laverda Breganze     | 2      | 4             | 1976, 1979 | 1969, 1972, 1973, 1974                                                            |
| Sempione             | 2      | 0             | 1923, 1924 |                                                                                   |
| CGC Viareggio        | 1      | 6             | 2011 | 2007, 2008, 2012, 2013, 2015, 2019                                                |
| Milan                | 1      | 5             | 1935 | 1926, 1932, 1933, 1934, 1936                                                      |
| Primavera Prato      | 1      | 4             | 2003 | 2000, 2001, 2002, 2004                                                            |
| Edera Trieste        | 1      | 2             | 1948 | 1947, 1949                                                                        |
| AFP Giovinazzo       | 1      | 2             | 1980 | 1977, 1979                                                                        |
| Reggiana             | 1      | 1             | 1982 | 1981                                                                              |
| Seregno              | 1      | 1             | 1991 | 1992                                                                              |
| Excelsior Pola       | 1      | 0             | 1922 |                                                                                   |
| DLF Trieste          | 0      | 3             | | 1938, 1939, 1941                                                                  |
| Monfalcone           | 0      | 1             | | 1925                                                                              |
| Padova               | 0      | 1             | | 1929                                                                              |
| Borletti             | 0      | 1             | | 1940                                                                              |
| Bruno Mussolini Roma | 0      | 1             | | 1942                                                                              |
| Corniglianese        | 0      | 1             | | 1946                                                                              |

Legenda:
      Campione d'Italia in carica.
In grassetto sono segnate le squadre ancora attive.

### Titolo più recente
- Trissino: 2025
- Forte dei Marmi: 2024
- Trissino: 2023
- Amatori Lodi: 2021
- Marzotto Valdagno: 2013
- CGC Viareggio: 2011
- Bassano 54: 2009
- Follonica: 2008
- Prato Primavera: 2003
- Novara: 2002
- Roller Monza: 1996
- Seregno: 1991
- Amatori Vercelli: 1986
- Reggiana: 1982
- AFP Giovinazzo: 1980
- Laverda Breganze: 1979
- Monza: 1968
- Triestina: 1967
- Amatori Modena: 1960
- Edera Trieste: 1948
- Milan: 1935
- Sempione: 1924
- Excelsior Pola: 1922

### Titoli consecutivi
7 titoli consecutivi
- Novara (1969, 1970, 1971, 1972, 1973, 1974, 1975)

6 titoli consecutivi
- Pubblico Impiego Trieste (1937, 1938, 1939, 1940, 1941, 1942)
- Novara (1997, 1998, 1999, 2000, 2001, 2002)

5 titoli consecutivi
- Triestina (1925, 1926, 1927, 1928, 1929)
- Novara (1930, 1931, 1932, 1933, 1934)

4 titoli consecutivi
- Follonica (2005, 2006, 2007, 2008)

3 titoli consecutivi
- Triestina (1962, 1963, 1964)
- Novara (1993, 1994, 1995)
- Forte dei Marmi (2014, 2015, 2016)

2 titoli consecutivi
- Sempione (1923, 1924)
- Novara (1946, 1947)
- Novara (1949, 1950)
- Triestina (1954, 1955)
- Novara (1958, 1959)
- Monza (1965, 1966)
- Amatori Vercelli (1983, 1984)
- Novara (1987, 1988)
- Roller Monza (1989, 1990)
- Marzotto Valdagno (2012, 2013)
- Amatori Lodi (2017, 2018)
- Trissino (2022, 2023)

### Doppiette campionato + Coppa Italia
| Club              | Numero | Anni                                                                                     |
| ----------------- | ------ | ---------------------------------------------------------------------------------------- |
| Novara            | 15     | 1969, 1970, 1972, 1985, 1987, 1988, 1993, 1994, 1995, 1997, 1998, 1999, 2000, 2001, 2002 |
| Follonica         | 4      | 2005, 2006, 2007, 2008                                                                   |
| Trissino          | 2      | 2023, 2025                                                                               |
| Amatori Vercelli  | 1      | 1983                                                                                     |
| Bassano 54        | 1      | 2004                                                                                     |
| Marzotto Valdagno | 1      | 2013                                                                                     |
| CGC Viareggio     | 1      | 2011                                                                                     |
| Prato Primavera   | 1      | 2003                                                                                     |
| Roller Monza      | 1      | 1990                                                                                     |
| Amatori Lodi      | 1      | 2021                                                                                     |
| Forte dei Marmi   | 1      | 2024                                                                                     |

### Triplette campionato + Coppa Italia + Supercoppa
| Club              | Numero | Anni       |
| ----------------- | ------ | ---------- |
| Follonica         | 2      | 2006, 2007 |
| Marzotto Valdagno | 1      | 2013       |
| Trissino          | 1      | 2023       |

### Finali dei play-off scudetto

#### Serie delle finali scudetto
I punteggi riportati nella seguente tabella comprendono anche le reti segnate ai tempi supplementari nonché ai tiri di rigore eseguiti per dirimere eventuali situazioni di parità.
| Stagione  | Incontro                          | Serie                           | Gara-1                          | Gara-2                          | Gara-3                          | Gara-4                          | Gara-5                          |
| --------- | --------------------------------- | ------------------------------- | ------------------------------- | ------------------------------- | ------------------------------- | ------------------------------- | ------------------------------- |
| 1982-1983 | Amatori Vercelli – Amatori Lodi   | 2 – 1                           | 7 – 3                           | 5 – 6                           | 2 – 2                           | 6 – 1 spareggio                 |                                 |
| 1983-1984 | Monza – Amatori Vercelli          | 1 – 3                           | 4 – 1                           | 7 – 8                           | 3 – 4                           | 3 – 5                           |                                 |
| 1984-1985 | Novara – Bassano                  | 2 – 0                           | 11 – 7                          | 4 – 3                           |                                 |                                 |                                 |
| 1985-1986 | Bassano – Amatori Vercelli        | 1 – 3                           | 3 – 5                           | 4 – 5                           | 8 – 6                           | 4 – 8                           |                                 |
| 1986-1987 | Novara – Amatori Vercelli         | 3 – 1                           | 6 – 5                           | 2 – 3                           | 4 – 3                           | 5 – 3                           |                                 |
| 1987-1988 | Novara – Roller Monza             | 3 – 0                           | 6 – 5                           | 5 – 3                           | 11 – 10                         |                                 |                                 |
| 1988-1989 | Monza – Roller Monza              | 1 – 3                           | 5 – 6                           | 6 – 7                           | 4 – 2                           | 6 – 8                           |                                 |
| 1989-1990 | Roller Monza – Novara             | 3 – 1                           | 4 – 2                           | 2 – 7                           | 5 – 2                           | 4 – 3                           |                                 |
| 1990-1991 | Roller Monza – Seregno            | 1 – 3                           | 3 – 5                           | 5 – 3                           | 4 – 5                           | 4 – 10                          |                                 |
| 1991-1992 | Seregno – Roller Monza            | 1 – 2                           | 3 – 8                           | 3 – 2                           | 5 – 6                           |                                 |                                 |
| 1992-1993 | Novara – Amatori Lodi             | 2 – 0                           | 6 – 2                           | 11 – 3                          |                                 |                                 |                                 |
| 1993-1994 | Novara – Bassano                  | 3 – 1                           | 3 – 8                           | 3 – 2                           | 7 – 2                           | 2 – 0                           |                                 |
| 1994-1995 | Novara – Roller Monza             | 3 – 0                           | 8 – 5                           | 5 – 2                           | 7 – 4                           |                                 |                                 |
| 1995-1996 | Roller Monza – Novara             | 3 – 2                           | 1 – 4                           | 4 – 3                           | 1 – 2                           | 4 – 3                           | 4 – 2                           |
| 1996-1997 | I play-off non furono disputati   | I play-off non furono disputati | I play-off non furono disputati | I play-off non furono disputati | I play-off non furono disputati | I play-off non furono disputati | I play-off non furono disputati |
| 1997-1998 | Amatori Vercelli – Novara         | 1 – 3                           | 3 – 2                           | 1 – 2                           | 1 – 6                           | 3 – 5                           |                                 |
| 1998-1999 | I play-off non furono disputati   | I play-off non furono disputati | I play-off non furono disputati | I play-off non furono disputati | I play-off non furono disputati | I play-off non furono disputati | I play-off non furono disputati |
| 1999-2000 | Novara – Primavera Prato          |                                 | 5 – 2                           | 0 – 0                           |                                 |                                 |                                 |
| 2000-2001 | Novara – Primavera Prato          | 2 – 1                           | 1 – 2                           | 6 – 1                           | 4 – 3                           |                                 |                                 |
| 2001-2002 | Novara – Primavera Prato          | 2 – 0                           | 4 – 3                           | 4 – 3                           |                                 |                                 |                                 |
| 2002-2003 | Primavera Prato – Bassano 54      | 2 – 0                           | 6 – 1                           | 7 – 6                           |                                 |                                 |                                 |
| 2003-2004 | Primavera Prato – Bassano 54      | 1 – 2                           | 3 – 0                           | 4 – 5                           | 6 – 7                           |                                 |                                 |
| 2004-2005 | Follonica – Bassano 54            | 2 – 0                           | 5 – 3                           | 3 – 2                           |                                 |                                 |                                 |
| 2005-2006 | Follonica – Bassano 54            | 2 – 1                           | 5 – 4                           | 4 – 5                           | 6 – 2                           |                                 |                                 |
| 2006-2007 | Follonica – CGC Viareggio         | 2 – 0                           | 8 – 4                           | 4 – 3                           |                                 |                                 |                                 |
| 2007-2008 | Follonica – CGC Viareggio         | 3 – 2                           | 2 – 3                           | 6 – 3                           | 6 – 7                           | 5 – 2                           | 9 – 0                           |
| 2008-2009 | Follonica – Bassano 54            | 1 – 3                           | 3 – 6                           | 2 – 6                           | 7 – 4                           | 2 – 3                           |                                 |
| 2009-2010 | Marzotto Valdagno – Follonica     | 3 – 1                           | 5 – 7                           | 7 – 3                           | 6 – 2                           | 5 – 3                           |                                 |
| 2010-2011 | CGC Viareggio – Marzotto Valdagno | 3 – 0                           | 9 – 4                           | 5 – 1                           | 4 – 3                           |                                 |                                 |
| 2011-2012 | CGC Viareggio – Marzotto Valdagno | 1 – 3                           | 4 – 8                           | 8 – 7                           | 2 – 7                           | 4 – 7                           |                                 |
| 2012-2013 | Marzotto Valdagno – CGC Viareggio | 3 – 0                           | 3 – 2                           | 6 – 3                           | 9 – 4                           |                                 |                                 |
| 2013-2014 | Forte dei Marmi – Valdagno        | 3 – 0                           | 6 – 4                           | 6 – 1                           | 6 – 3                           |                                 |                                 |
| 2014-2015 | Forte dei Marmi – CGC Viareggio   | 3 – 2                           | 7 – 4                           | 1 – 6                           | 3 – 0                           | 3 – 5                           | 7 – 2                           |
| 2015-2016 | Forte dei Marmi – Amatori Lodi    | 3 – 2                           | 1 – 5                           | 6 – 2                           | 3 – 4                           | 5 – 4                           | 6 – 3                           |
| 2016-2017 | Forte dei Marmi – Amatori Lodi    | 2 – 3                           | 4 – 5                           | 6 – 1                           | 3 – 2                           | 1 – 6                           | 3 – 4                           |
| 2017-2018 | Amatori Lodi – Forte dei Marmi    | 3 – 0                           | 5 – 3                           | 2 – 1                           | 5 – 3                           |                                 |                                 |
| 2018-2019 | Forte dei Marmi – CGC Viareggio   | 3 – 2                           | 6 – 5                           | 8 – 3                           | 4 – 6                           | 1 – 2                           | 2 – 1                           |
| 2019-2020 | I play-off non furono disputati   | I play-off non furono disputati | I play-off non furono disputati | I play-off non furono disputati | I play-off non furono disputati | I play-off non furono disputati | I play-off non furono disputati |
| 2020-2021 | Forte dei Marmi – Amatori Lodi    | 2 – 3                           | 2 – 6                           | 2 – 5                           | 5 – 2                           | 6 – 3                           | 2 – 3                           |
| 2021-2022 | Trissino – Amatori Lodi           | 3 – 0                           | 5 – 2                           | 7 – 2                           | 8 – 3                           |                                 |                                 |
| 2022-2023 | Trissino – Forte dei Marmi        | 3 – 1                           | 4 – 5                           | 6 – 4                           | 3 – 0                           | 4 – 3                           |                                 |
| 2023-2024 | Forte dei Marmi – Trissino        | 3 – 2                           | 5 – 6                           | 4 – 3                           | 5 – 2                           | 1 – 2                           | 4 – 1                           |

#### Partecipazioni alle finali scudetto
| Squadra          | Part. | Vinte | Anni                                                       | Perse | Anni                               |
| ---------------- | ----- | ----- | ---------------------------------------------------------- | ----- | ---------------------------------- |
| Novara           | 12    | 10    | 1985, 1987, 1988, 1993, 1994, 1995, 1998, 2000, 2001, 2002 | 2     | 1990, 1996                         |
| Forte dei Marmi  | 9     | 5     | 2014, 2015, 2016, 2019, 2024                               | 4     | 2017, 2018, 2021, 2023             |
| Bassano          | 8     | 2     | 2004, 2009                                                 | 6     | 1985, 1986, 1994, 2003, 2005, 2006 |
| Roller Monza     | 7     | 4     | 1989, 1990, 1992, 1996                                     | 3     | 1988, 1991, 1995                   |
| Amatori Lodi     | 7     | 3     | 2017, 2018, 2021                                           | 4     | 1983, 1993, 2016, 2022             |
| CGC Viareggio    | 7     | 1     | 2011                                                       | 6     | 2007, 2008, 2012, 2013, 2015, 2019 |
| Follonica        | 6     | 4     | 2005, 2006, 2007, 2008                                     | 2     | 2009, 2010                         |
| Amatori Vercelli | 5     | 3     | 1983, 1984, 1986                                           | 2     | 1987, 1998                         |
| Valdagno         | 5     | 3     | 2010, 2012, 2013                                           | 2     | 2011, 2014                         |
| Primavera Prato  | 5     | 1     | 2003                                                       | 4     | 2000, 2001, 2002, 2004             |
| Trissino         | 3     | 2     | 2022, 2023                                                 | 1     | 2024                               |
| Seregno          | 2     | 1     | 1991                                                       | 1     | 1992                               |
| Monza            | 2     | 0     | –                                                          | 2     | 1984, 1989                         |

## Società italiane vincitrici di competizioni nazionali e internazionali
Legenda
- A1: Campionato italiano; CI: Coppa Italia; SI: Supercoppa italiana; CL: Coppa di Lega; WCL: Coppa dei Campioni/Eurolega/Champions League; CWC: Coppa delle Coppe; WSE: Coppa CERS/WSE; CON: Supercoppa Europea/Coppa Continentale; CIN: Coppa Intercontinentale; MON: Coppa del mondo per club.

Classifica aggiornata all'ultimo trofeo vinto da una società italiana, la Supercoppa italiana 2024 conquistata dal Follonica. In grassetto, il totale di titoli vinti da ciascun club e il record di vittorie per ciascuna competizione.
| 1º  | Novara           | 58 | 32 | 20 | - | 3 | - | - | 3 | - | - | - |
| 2º  | Follonica        | 21 | 4  | 9  | 4 | 1 | 1 | - | 1 | - | 1 | - |
| 3º  | Triestina        | 19 | 19 | -  | - | - | - | - | - | - | - | - |
| 4º  | Amatori Lodi     | 13 | 4  | 4  | 2 | 1 | - | 1 | 1 | - | - | - |
| 5º  | Monza            | 11 | 7  | 3  | - | - | - | - | 1 | - | - | - |
| 5º  | Forte dei Marmi  | 11 | 5  | 2  | 4 | - | - | - | - | - | - | - |
| 5º  | Trissino         | 11 | 4  | 3  | 2 | - | 1 | - | - | - | 1 | - |
| 6º  | Bassano          | 8  | 2  | 2  | 2 | - | - | - | 1 | - | - | 1 |
| 6º  | Roller Monza     | 8  | 4  | 1  | - | - | - | 3 | - | - | - | - |
| 6º  | Valdagno         | 8  | 3  | 2  | 3 | - | - | - | - | - | - | - |
| 7º  | Breganze         | 7  | 2  | 4  | 1 | - | - | - | - | - | - | - |
| 8º  | Amatori Vercelli | 6  | 3  | 1  | - | - | - | - | 2 | - | - | - |
| 9º  | CGC Viareggio    | 3  | 1  | 1  | 1 | - | - | - | - | - | - | - |
| 9º  | Prato 1954       | 3  | 1  | 1  | - | 1 | - | - | - | - | - | - |
| 9º  | Sarzana          | 3  | -  | 1  | - | 2 | - | - | - | - | - | - |
| 10º | Amatori Modena   | 2  | 2  | -  | - | - | - | - | - | - | - | - |
| 10º | Sempione         | 2  | 2  | -  | - | - | - | - | - | - | - | - |
| 10º | AFP Giovinazzo   | 2  | 1  | -  | - | - | - | 1 | - | - | - | - |
| 10º | Seregno 2012     | 2  | 1  | -  | - | - | - | - | 1 | - | - | - |
| 11º | Excelsior Pola   | 1  | 1  | -  | - | - | - | - | - | - | - | - |
| 11º | Edera Trieste    | 1  | 1  | -  | - | - | - | - | - | - | - | - |
| 11º | Milan            | 1  | 1  | -  | - | - | - | - | - | - | - | - |
| 11º | Reggiana         | 1  | 1  | -  | - | - | - | - | - | - | - | - |
| 11º | Pordenone        | 1  | -  | 1  | - | - | - | - | - | - | - | - |

## Statistiche individuali

### Capocannonieri

#### Vincitori della classifica marcatori di Serie A1 / Serie A dal 1950
| Stagione | Nazione                | Giocatore                     | Squadra                | Reti |
| -------- | ---------------------- | ----------------------------- | ---------------------- | ---- |
| 1950     | Italia (bandiera)      | Giovanni Poser                | Edera Trieste          | ?    |
| 1951     | Italia (bandiera)      | Ferruccio Panagini            | Novara                 | ?    |
| 1952     | Italia (bandiera)      | Aldo Gelmini                  | Monza                  | ?    |
| 1953     | Italia (bandiera)      | Ferruccio Panagini            | Novara                 | 45   |
| 1954     | Italia (bandiera)      | Ferruccio Panagini            | Novara                 | 49   |
| 1955     | Italia (bandiera)      | Claudio Brezigar              | Triestina              | 39   |
| 1956     | Italia (bandiera)      | Claudio Brezigar              | Triestina              | 42   |
| 1957     | Italia (bandiera)      | Ferruccio Panagini            | Novara                 | 56   |
| 1958     | Italia (bandiera)      | Ferruccio Panagini            | Novara                 | 63   |
| 1959     | Italia (bandiera)      | Ferruccio Panagini            | Novara                 | 58   |
| 1960     | Italia (bandiera)      | Renzo Zaffinetti              | Amatori Novara         | 74   |
| 1961     | Italia (bandiera)      | Giovanni Masala               | Lazio                  | 47   |
| 1962     | Italia (bandiera)      | Aldo Gelmini                  | Lodi                   | 54   |
| 1963     | Italia (bandiera)      | Renzo Zaffinetti              | Novara                 | 37   |
| 1964     | Italia (bandiera)      | Romano Martellani             | Triestina              | 40   |
| 1965     | Italia (bandiera)      | Renzo Zaffinetti              | Novara                 | 34   |
| 1966     | Italia (bandiera)      | Renzo Zaffinetti              | Novara                 | 45   |
| 1967     | Italia (bandiera)      | Beniamino Battistella         | Laverda Breganze       | 43   |
| 1968     | Italia (bandiera)      | Beniamino Battistella         | Laverda Breganze       | 43   |
| 1969     | Italia (bandiera)      | Renzo Zaffinetti              | Novara                 | 39   |
| 1970     | Paesi Bassi (bandiera) | Robert Olthoff                | Novara                 | 70   |
| 1971     | Paesi Bassi (bandiera) | Robert Olthoff                | Novara                 | 91   |
| 1972     | Italia (bandiera)      | Beniamino Battistella         | Novara                 | 66   |
| 1973     | Italia (bandiera)      | Beniamino Battistella         | Novara                 | 60   |
| 1974     | Italia (bandiera)      | Beniamino Battistella         | Novara                 | 58   |
| 1975     | Italia (bandiera)      | Beniamino Battistella         | Novara                 | 67   |
| 1976     | Italia (bandiera)      | Francesco Frasca              | AFP Giovinazzo         | 47   |
| 1977     | Italia (bandiera)      | Battistella e Frasca ex aequo | Novara, AFP Giovinazzo | 44   |
| 1978     | Italia (bandiera)      | Antonio Faccin                | Trissino               | 60   |
| 1979     | Italia (bandiera)      | Francesco Frasca              | AFP Giovinazzo         | 60   |
| 1979-80  | Italia (bandiera)      | Giuseppe Marzella             | AFP Giovinazzo         | 62   |
| 1980-81  | Italia (bandiera)      | Giuseppe Marzella             | Reggiana               | 81   |
| 1981-82  | Italia (bandiera)      | Giuseppe Marzella             | Reggiana               | 90   |
| 1982-83  | Italia (bandiera)      | Giuseppe Marzella             | Reggiana               | 60   |
| 1983-84  | Italia (bandiera)      | Giuseppe Marzella             | Monza                  | 61   |
| 1984-85  | Italia (bandiera)      | Giuseppe Marzella             | Novara                 | 61   |
| 1985-86  | Portogallo (bandiera)  | Luìs Nunes                    | Bassano                | 64   |
| 1986-87  | Italia (bandiera)      | Giuseppe Marzella             | Amatori Vercelli       | 71   |
| 1987-88  | Italia (bandiera)      | Francesco Amato               | Novara                 | 85   |
| 1988-89  | Italia (bandiera)      | Giuseppe Marzella             | Monza                  | 91   |
| 1989-90  | Italia (bandiera)      | Enrico Mariotti               | Seregno                | 94   |

| Stagione  | Nazione              | Giocatore             | Squadra         | Reti |
| --------- | -------------------- | --------------------- | --------------- | ---- |
| 1990-91   | Argentina (bandiera) | Pablo Cairo           | Seregno         | 93   |
| 1991-92   | Italia (bandiera)    | Alessandro Bertolucci | Seregno         | 78   |
| 1992-93   | Italia (bandiera)    | Francesco Amato       | Novara          | 95   |
| 1993-94   | Italia (bandiera)    | Francesco Amato       | Novara          | 101  |
| 1994-95   | Italia (bandiera)    | Alessandro Michielon  | Roller Monza    | 91   |
| 1995-96   | Italia (bandiera)    | Alessandro Michielon  | Roller Monza    | 86   |
| 1996-97   | Italia (bandiera)    | Alessandro Michielon  | Novara          | 92   |
| 1997-98   | Italia (bandiera)    | Alessandro Michielon  | Novara          | 81   |
| 1998-99   | Italia (bandiera)    | Alessandro Michielon  | Novara          | 74   |
| 1999-2000 | Italia (bandiera)    | Alessandro Michielon  | Novara          | 58   |
| 2000-01   | Italia (bandiera)    | Alessandro Michielon  | Novara          | 70   |
| 2001-02   | Italia (bandiera)    | Alessandro Michielon  | Novara          | 71   |
| 2002-03   | Italia (bandiera)    | Mirko Bertolucci      | Primavera Prato | 84   |
| 2003-04   | Italia (bandiera)    | Mirko Bertolucci      | Primavera Prato | 71   |
| 2004-05   | Italia (bandiera)    | Alessandro Michielon  | Follonica       | 61   |
| 2005-06   | Italia (bandiera)    | Mirko Bertolucci      | Follonica       | 52   |
| 2006-07   | Italia (bandiera)    | Mirko Bertolucci      | Follonica       | 60   |
| 2007-08   | Italia (bandiera)    | Massimo Tataranni     | Trissino        | 54   |
| 2008-09   | Italia (bandiera)    | Mirko Bertolucci      | Follonica       | 46   |
| 2009-10   | Italia (bandiera)    | Massimo Tataranni     | Valdagno        | 63   |
| 2010-11   | Argentina (bandiera) | Dario Giménez         | AFP Giovinazzo  | 67   |
| 2011-12   | Argentina (bandiera) | Emanuel García        | CGC Viareggio   | 56   |
| 2012-13   | Spagna (bandiera)    | Pedro Gil Gómez       | Valdagno        | 60   |
| 2013-14   | Italia (bandiera)    | Massimo Tataranni     | Valdagno        | 69   |
| 2014-15   | Italia (bandiera)    | Massimo Tataranni     | Valdagno        | 71   |
| 2015-16   | Argentina (bandiera) | Lucas Martínez        | HRC Monza       | 56   |
| 2016-17   | Mozambico (bandiera) | Marinho               | Follonica       | 52   |
| 2017-18   | Italia (bandiera)    | Massimo Tataranni     | Valdagno        | 50   |
| 2018-19   | Italia (bandiera)    | Federico Ambrosio     | Forte dei Marmi | 40   |
| 2020-21   | Italia (bandiera)    | Federico Ambrosio     | Forte dei Marmi | 44   |
| 2021-22   | Spagna (bandiera)    | Jordi Méndez          | Amatori Lodi    | 51   |
| 2022-23   | Italia (bandiera)    | Giulio Cocco          | Trissino        | 45   |
| 2023-24   | Italia (bandiera)    | Federico Ambrosio     | Forte dei Marmi | 47   |

#### Pluricapocannonieri

Giuseppe Marzella (8 volte stecca d'oro)

| N° | Giocatore             | Squadre                                                             |
| -- | --------------------- | ------------------------------------------------------------------- |
| 9  | Alessandro Michielon  | Roller Monza 2, Novara 6, Follonica 1                               |
| 8  | Giuseppe Marzella     | AFP Giovinazzo 1, Reggiana 3, Monza 2, Novara 1, Amatori Vercelli 1 |
| 7  | Beniamino Battistella | Laverda Breganze 2, Novara 5                                        |
| 6  | Ferruccio Panagini    | Novara 6                                                            |
| 5  | Mirko Bertolucci      | Primavera Prato 2, Follonica 3                                      |
| 5  | Massimo Tataranni     | Trissino 1, Valdagno 4                                              |
| 5  | Renzo Zaffinetti      | Novara 4, Amatori Novara 1                                          |
| 3  | Francesco Amato       | Novara 3                                                            |
| 3  | Federico Ambrosio     | Forte dei Marmi 3                                                   |
| 3  | Francesco Frasca      | AFP Giovinazzo 3                                                    |
| 2  | Claudio Brezigar      | Triestina 2                                                         |
| 2  | Aldo Gelmini          | Lodi 1, Monza 1                                                     |
| 2  | Robert Olthoff        | Novara 2                                                            |